# وینسنت دوکانتی
وینسنت دوکانتی، (انگلیسی: Vincent Doukantié؛ زادهٔ ۱ آوریل ۱۹۷۷) بازیکن سابق و مربی فوتبال اهل مالی-فرانسه است.
از باشگاه‌هایی که در آن بازی کرده‌ است می‌توان به باشگاه فوتبال استاد رنس، باشگاه فوتبال ستاره سرخ، و باشگاه فوتبال استراسبورگ اشاره کرد.
وی همچنین در تیم ملی فوتبال مالی بازی کرده‌ است.